# 帕拉福尔斯
帕拉福尔斯，是西班牙加泰罗尼亚巴塞罗那省的一个市镇。总面积16平方公里，总人口5917人（2001年），人口密度370人/平方公里。

## 友好城市
- 法國 阿克斯莱泰尔姆